# Человек, который умел шутить
«Человек, который умел шутить», в других переводах «Тот, кто пошутил», «Голова на блюде» и «Человек, который высмеивал» (англ. The Man Who Japed) — научно-фантастический роман американского писателя-фантаста Филипа К. Дика, написанная в 1955 году и опубликованная в 1956 году издательством Ace Books. Это один из менее известных произведений Дика, но он содержит несколько идей, которые в последующем писатель будет использовать в своих поздних работах. Упомянутые в названии «шутка» или розыгрыш появляются в начале романа с нетрадиционного обезглавливания статуи.
Американский редактор научной фантастики Энтони Бучер назвал роман «поспешной и разочаровывающей» попыткой.

## Сюжет

### Сеттинг
2114 год. После разрушительной ограниченной ядерной войны XX в. выживший военный из Южной Африки («Империя африкаанс») по имени генерал Штрайтер начал в 1985 г. глобальную революцию, породившую тоталитарное правительство «Моральная рекультивация» («Морек»).
Режим правит постапокалиптическим миром со строгой идеологией. Ответственным является один из прямых потомков Штрайтера, Ида Пиз Хойт. Морек создал ультраконсервативное и пуританское общество, правонарушения наказываются лёгкими публичными ругательства, поцелуями с посторонними лицами, невыходами на общественные собрания и показ провинившихся на неоновых вывесках. Однако существует процветающий черный рынок, на котором можно купить «Декамерон», «Улисса», вино шабли и детективные романы XX в.
Земляне также занимают несколько других планетарных систем. Человеческие колонии есть на Беллатрикс (Гамма Орионис), Сириусе 8 и 9 и на «Орионусе». В этих мирах требуется интенсивный труд, чтобы производить сельскохозяйственные и промышленные товары. Одна из планет используется как «Убежище» для реабилитации социальных неудачников или «удавок».

### История
Кто-то обезобразил статую Штрайтера. Все хотят узнать, кто это сделал. В том числе - молодой директор процветающего информационного агентства, Ален Парсел, которому предлагают занять пост директора отвечающей за мораль Телемедиа. Вскоре Перселл узнаёт, что именно он и разрушил монумент, у него об этом остались лишь смутные, искаженные и бессвязные воспоминания, и он не понимает мотивов его совершения. 
Позже Перселл намеренно придумывает историю генерала Штрайтера для прямой телетрансляции, в которой лжёт, что Штрайтер и его семья были каннибалами, питавшимися мясом своих врагов. Хойта обвиняют в продолжении этой.
Перселл и его жена собираются избежать правосудия Морека, когда он меняет своё решение и остаётся на Земле с целью столкнуться с последствиями преступления. Он обещает своей жене поездку на планету своего друга Майрона Мэвиса, когда они оба доберутся до «другой стороны» своего наказания.